# Nernst-ligningen
I elektrokemi er Nernst-ligningen (eller Nernsts lov) en ligning, der (i samspil med andre oplysninger) kan bruges til at bestemme ligevægtsredoxpotentialet for en halvcelle i en elektrokemisk celle. Ligningen er navngivet efter den tyske fysiske kemiker, der først formulerede den, Walther Nernst.

## Ligningen
De to ligninger for disse to tilfælde (halvcelle, helcelle) er følgende:
{\displaystyle E_{\text{red}}=E_{\text{red}}^{0}-{\frac {RT}{zF}}\ln {\frac {a_{\text{red}}}{a_{\text{ox}}}}}    (halvcelleredoxpotentiale)
{\displaystyle E_{\text{cell}}=E_{\text{cell}}^{0}-{\frac {RT}{zF}}\ln Q},
hvor
- {\displaystyle E_{\text{red}}} er redoxpotentialet for en halvcelle
- {\displaystyle E_{\text{red}}^{0}} er standardpotentialet
- {\displaystyle E_{\text{cell}}} er cellepotentialet (elektromotorisk spænding)
- {\displaystyle E_{\text{cell}}^{0}} er standardpotentialet for cellen
  - Alle de ovenforstående måles i volt.
- R er gaskonstanten: R = 8,314472 J K−1 mol−1
- T er den absolutte temperatur i kelvin: T = T°C + 273,15.
- a er den kemiske aktivitet for den relevante X. {\displaystyle a_{X}=\gamma _{X}[X]}, hvor {\displaystyle \gamma _{X}} er aktivitetskoefficienten for X.
- F er Faraday-konstanten, antal coulomb per mol elektroner: F = 9,6485309×104 C mol−1
- z er antal elektroner overført i reaktionen
- Q er reaktionkvotienten.

Ved stuetemperatur (25 °C), kan RT/F opfattes som en konstant og erstattes af 25,679 mV for celler.